# Miðnámsflokkurin
 Ikke at forveksle med Miðflokkurin.
Miðnámsflokkurin (Studenterpartiet) er et politisk parti på Færøerne. Partiet har opstillingsbogstavet L. Det stillede op til lagtingsvalget i 2008, men fik blot 221 stemmer (0,7 %) og var således langt fra at komme ind i Lagtinget.
Partiets leder er Bergur Johannesen, der også var den eneste kandidat ved valget.